# 如敖縣
如敖縣（如嶅縣），元代屬廣西思明府永平寨軍民萬戶府，元末被交人侵奪，明代屬交阯承宣布政使司諒山府。治所約在今越南祿平縣如敖社。

## 沿革
- 元代屬廣西邕州路思明府永平寨軍民萬戶府[3]。
- 至元二十四年立思明路，明洪武元年改爲思明府，洪武三年復立永平寨，設官守鎮，省思陵州、祿州二處，省如嶅等八縣[4]。
- 明永樂五年六月癸未（1407年7月5日）置，屬諒山府親領[5][6][7]。
- 永樂十三年八月二十三日丁亥（1415年9月25日），以如敖縣入丘溫縣[8]。